# Escadrilles canadiennes de plaisance
Pour les articles homonymes, voir ECP et CPS.
Les Escadrilles canadiennes de plaisance (ECP), en anglais, « Canadian Power and Sail Squadrons (CPS) », sont une association canadienne à but non lucratif de plaisanciers dont l'objet est d'améliorer la sécurité de la navigation par la formation. Les membres des ECP sont des spécialistes qui organisent des cours de navigation de plaisance, matelotage et sécurité nautique.
Les ECP (fondées en 1938) dispensent des cours de navigation en français dans toutes les régions du Québec. Les ECP dispensent les mêmes cours en anglais dans le reste du Canada. Le Québec est divisé en trois districts francophones qui couvrent l'ensemble des villes et villages du Québec et un district anglophone qui dessert la population anglophone de Montréal.
Les cours vont de la carte de conducteur (obligatoire pour conduire un embarcation) jusqu'à la navigation astronomique en complétant son offre avec des séminaires de Radio-Maritime menant au permis d'opérateur exigé par Industrie Canada, de navigation à l'électronique, d'électricité à bord, de météo, d'entretien marin et de moteurs.
Les 4 districts du Québec se sont dotés d'un site web  pour permettre à toute personne intéressée à suivre des cours de navigation de trouver une unité de formation près de chez elle ainsi que les cours et horaires qui lui conviennent.
Ce qui distingue  nettement les Escadrilles canadiennes de plaisance des autres fournisseurs de cours de navigation c'est sa particularité d'offrir à ses gradués la possibilité de s'investir dans une escadrille soit à titre de professeur ou d'administrateur. En préconisant un système de membership elles incitent ses membres plaisanciers à fraterniser et partager leurs intérêts communs. De plus étant affiliées aux United States Power Squadrons (USPS), cela garantit une visibilité internationale et une façon pratique de louer une embarcation partout dans le monde.